# Ameiva maynardii
Ameiva maynardii е вид влечуго от семейство Камшикоопашати гущери (Teiidae). Видът е уязвим и сериозно застрашен от изчезване.

## Разпространение и местообитание
Разпространен е в Бахамските острови.
Обитава скалисти райони, места с песъчлива почва, крайбрежия и плажове.